# 侍神令
《侍神令》是华谊兄弟出品、李蔚然執導的2021年中國奇幻片，根据网易游戏《阴阳师》改编，由陈坤、周迅和陈伟霆等主演。電影於2021年大年初一于中国大陆上映，并在同年3月19日于Netflix全球上线。

## 劇情
晴明（陳坤饰）出身于阴阳师，却与妖缔结侍神令。他穿行于人妖两界，因妖皇即将再度降世，与曾经立下誓约的百旎（周迅饰）重逢。二人看似反目，实际羁绊颇深。而大战触发之际，晴明发现自己半人半妖的身份竟成为这场灾祸的关键。

## 演員
| 姓名   | 角色           | 角色原型   | 配音   |
| 陳坤   | 晴明           | 安倍晴明   |        |
| 周迅   | 百旎           | 八百比丘尼 |        |
| 陈伟霆 | 慈沐           | 茨木童子   | 王敏纳 |
| 張雙利 | 西殘長老       |            |        |
| 屈楚萧 | 袁柏雅         | 源博雅     |        |
| 王丽坤 | 桃花           | 桃花妖     |        |
| 沈月   | 神乐           | 神乐       |        |
| 王紫璇 | 雪女           | 雪女       |        |
| 王悦伊 | 八彩           | 蝴蝶精     |        |
| 孙红雷 | 海坊主         | 海坊主     |        |
| 劉若谷 | 晴明(少年時期) |            |        |
| 艾米   | 百旎(少年時期) |            |        |
| 李逸男 | 靜庵           |            |        |

## 主題曲
| 曲序 | 曲目                             |              | 作曲     | 演唱         |
| ---- | -------------------------------- | ------------ | -------- | ------------ |
| 1.   | 侍约（主题曲）                   | 林乔，刘恩汛 | 钓俊辅   | 陈伟霆       |
| 2.   | 归处（主题曲、片尾曲）           | 尹约         | 钱雷     | 周深         |
| 3.   | 同渡（推广曲）                   | 金玟岐       | 金玟岐   | 金玟岐       |
| 4.   | 宿敌亲启（推广曲）               | 沃特艾文儿   | 鈴木航海 | 买辣椒也用卷 |
| 5.   | 靠岸（推广曲）                   | 沃特艾文兒   | 百田留衣 | 芝麻Mochi    |
| 6.   | 心有所主（推广曲）               | 雷壮         | 田昊     | 阎其儿       |
| 7.   | 逆（慈沐角色曲）                 | 景她         | 铃木航海 | 李常超       |
| 8.   | 天邪（鬼赤角色曲）               | 景她         | 蝉悠     | 慕寒         |
| 9.   | 燃一捧雪（雪女角色曲）           | 魅灵         | 蝉悠     | 叶里         |
| 10.  | 桃之夭（桃花角色曲）             |              | 安九     | 未必         |
| 11.  | 宝物是我的我的我的（镰鼬角色曲） |              | 栗子洋平 | 灰色         |

## 发行
中国大陆票房2.74亿人民币，是春节七部影片最低的一部，按照成本来算处于亏损状态。

## 爭議
雖然本電影的官方第一男女主角分別為陳坤飾演的晴明和周迅飾演的百旎，但不少觀眾認為屈楚蕭飾演的袁柏雅和沈月飾演的神樂戲份卻比起主角為多，因此引起了演員粉絲以至於觀眾們的不滿。針對此爭議，電影的官方微博發表聲明，當中特別強調陳坤作為唯一的男主演，無論是戲份和時長上都不存在配角比主角更為重要的問題，又反駁這些有關戲份的批評都是誹謗造謠所致。

## 奬項及提名
| 年度   | 颁奖典礼             | 奖项       | 姓名   | 结果 |
| ------ | -------------------- | ---------- | ------ | ---- |
| 2021年 | 第13屆澳门国际電影節 | 最佳女主角 | 周迅   | 提名 |
| 2021年 | 第13屆澳门国际電影節 | 最佳男配角 | 陈伟霆 | 提名 |

## 相关电影
- 《晴雅集》，郭敬明执导的2020年电影

## 外部連結
- YouTube上的《侍神令》/ The YinYang Master
- 电影侍神令的微博
- 豆瓣电影上《侍神令》的資料 （简体中文）
- 互联网电影数据库（IMDb）上《侍神令》的资料（英文）